# Pierre-Michel Nguimbi
Pierre-Michel Nguimbi, né en 1957 à Dolisie, est un homme politique et diplomate de la république du Congo.  
Il est ministre du Développement scientifique et technologique, chargé de l'Enseignement technique et professionnel sous la présidence de Pascal Lissouba, puis ministre de l'Enseignement technique et professionnel (2002-2009) sous la présidence de Denis Sassou-Nguesso. Membre du parti présidentiel, le Parti congolais du travail, il devient également député de la circonscription de Dolisie (2007), puis de Louvakou (2012).  
En parallèle de sa carrière politique, il occupe également des fonctions diplomatiques, devenant notamment ambassadeur du Congo en France de 1996 à 1998, puis ambassadeur au Sénégal de décembre 2012 à novembre 2016. 

## Biographie

### Carrière politique
Sous la présidence de Pascal Lissouba (1992-1997), Pierre-Michel Nguimbi est nommé ministre du Développement scientifique et technologique chargé de l'Enseignement technique et professionnel, avant de devenir ambassadeur du Congo en Israël puis en France, avec juridiction en Espagne, au Portugal, au Royaume-Uni, en Suisse, au Vatican et à l'UNESCO.
Il devient ministre de l'Enseignement technique et Professionnel de la république du Congo le 23 août 2002 dans le gouvernement du président Denis Sassou-Nguesso. Il remplace à ce poste André Okombi Salissa. Il quitte ses fonctions au cours d'un changement de gouvernement, le 15 septembre 2009. Il est par la suite ambassadeur du Congo au Sénégal avec juridiction au Mali, en Mauritanie, en Guinée, au Cap-Vert, en Guinée-Bissau et au Burkina Faso de décembre 2012 à novembre 2016. Il est rappelé en janvier 2017.
Il est membre du comité central du Parti congolais du travail, sous l'étiquette duquel il devient député de la 1re circonscription de Dolisie à la suite des législatives de 2007, puis élu de la circonscription unique de Louvakou en 2012.  

### Activités associatives et culturelles
Pierre-Michel Nguimbi est le président du Cercle pour la Renaissance de Dolisie, ONG de développement communautaire. Il est fondateur de plusieurs associations : la Fédération congolaise des ONG de développement (FECONDE), l'Entreprise de lutte contre l'oisiveté des jeunes (ELOJE) et l'Association des informaticiens du Congo (AIC).
Il est aussi un promoteur des médias, ayant créé en 2004 un journal intitulé Courrier du Niari. L'année suivante, il fonde la radio-télévision VINI-Multimedia (Voix et Images du Niari) à Dolisie. Il est également le créateur et donateur de la Radio départementale du Niari. 
Pierre-Michel Nguimbi est auteur-compositeur d'une chanson ayant pour thème sa ville de Dolisie, intitulée Dolisie Terre de Vie. Il lui consacre aussi un film documentaire de 25 minutes. L'homme politique est aussi producteur avec Marceline Cotody, réalisatrice, de quatre films documentaires sous le label de VINI Multimédia. Il a également produit plusieurs artistes, comme Achille Mouebo, Mindele Bakugni, Diangala nouvelle, Dolisiana.